# Мбанза-Нгунгу
Мбанза-Нгунгу (фр. Mbanza-Ngungu) — місто у провінції Центральне Конго Демократичної Республіки Конго. Розташовано за 154 км на південний захід від Кіншаси та зав 234 км на північний схід від Матаді, на висоті 604 м над рівнем моря.

## Опис
Станом на 2012 рік кількість населення становила 101 336 осіб.
В минулому Мбанза-Нгунгу був курортом, відомим завдяки печерами Тісвіль, де живуть сліпі безбарвні риби.
В місті розміщується основний гарнізон Збройних сил ДР Конго: перша бронетанкова бригада розміщувалась там на початку 1990-их років. У місті виробляють залізничну техніку.